# 1. červen
1. červen je 152. den roku podle gregoriánského kalendáře (153. v přestupném roce). Do konce roku zbývá 213 dní. Svátek má Laura.

## Události

### Česko
- 1259 – Založen vyšebrodský klášter.
- 1421 – Na schůzce v Čáslavi čeští a moravští pánové zavrhli Zikmunda jako krále, sestavují svou vládu[1]
- 1618 – Jezuité byli z Čech poprvé vypovězeni v r. 1618, týden po vypuknutí stavovského povstání, ale po neslavné bitvě na Bílé hoře se vrátili zpět.[2]
- 1817 – Český konstruktér a vynálezce Josef Božek poprvé předvedl široké veřejnosti parní loď na Vltavě v Praze.
- 1850 – V Praze byl zahájen provoz na Negrelliho viaduktu.
- 1862 – První veřejné cvičení staroměstské Jednoty sokolské se uskutečnilo v Ječné ulici na Novém Městě pražském.
- 1898 – Adolf Stránský se stává výhradním majitelem Lidových novin
- 1953 – Byla vyhlášena měnová reforma v Československu. V Plzni vyvolala tzv. plzeňské povstání.
- 1955 – V Praze na Žižkově, v Husitské ulici čp. 78, byla otevřena první moderní potravinářská samoobsluha v Československu; do konce roku jich po republice vzniklo na 80 dalších.
- 1963 – Těsně po půlnoci odstartoval v Čechticích první dálkový pochod v Československu, nazvaný Tlupí stovka, s cílem v Praze.
- 1966 – Československá lidová armáda zavedla do své výzbroje speciální automobil Tatra 813 pod názvem „Tahač terénní těžký T-813 8×8“.
- 1970 – V Ústí nad Labem byl ukončen provoz tramvají.
- 1988 – Vyšlo nulté číslo časopisu Spektrum, později přejmenovaného na ZX Magazín.
- 2006 – V Česku se začal prodávat automobil Škoda Roomster.
- 2013 – V 6 hodin začalo vysílání druhého kanálu televize Óčko a jmenuje se Óčko Gold.

### Svět
- 1485 – Rakousko-uherská válka: Matyáš Korvín po čtvrt roce obléhání dobyl Vídeň.
- 1495 – První písemný záznam o skotské whisky se objevil v Exchequer Rolls of Scotland. Jako destilátor je uveden páter John Cor
- 1533 – Anna Boleynová byla korunována anglickou královnou.
- 1543 – Vesalius vydává v Basileji anatomický atlas De humani corporis fabrica libri septem (Sedm knih o stavbě lidského těla)
- 1792 – Stát Kentucky vstoupil jako patnáctý do Unie.
- 1794 – Bitva Slavného 1. června v Atlantském oceánu mezi Velkou Británií a Francií
- 1796 – Stát Tennessee se stal šestnáctým státem Unie.
- 1811 – S platností ve všech neuherských zemích rakouského císařství vyhlásil císař František I. Všeobecný zákoník občanský.
- 1850 – V habsburské monarchii vydány první poštovní známky (některé zdroje uvádějí datum 1. červenec).
- 1869 – Thomas Alva Edison získal patent na elektronický volební stroj.
- 1910 – Anglii opustila expedice Roberta Scotta směřující k jižnímu pólu.
- 1916 – Skončila bitva u Jutska, největší námořní střetnutí první světové války.
- 1935 – V Anglii byly zavedeny první řidičské zkoušky.
- 1937 – Amelia Earhartová zahájila svůj pokus o oblet světa, při kterém 2. července beze stopy zmizela.
- 1939 – Poprvé letělo stíhací letadlo Focke-Wulf Fw 190.
- 1954 – Čech Emil Zátopek jako první atlet historie zaběhl v Bruselu 10 kilometrů pod 29 minut.
- 1962 – Byl popraven Adolf Eichmann, německý nacistický důstojník pověřený tzv. konečným řešením židovské otázky, válečný zločinec.
- 1980 – Začala vysílat televizní stanice CNN.
- 1990 – George Bush a Michail Gorbačov podepsali smlouvu o ukončení výroby chemických zbraní.
- 1998 – Byla založena Evropská centrální banka.
- 2003 – V Číně začalo napouštění nádrže obří přehrady Tři soutěsky.
- 2005 – Nizozemci v referendu odmítli návrh Smlouvy o Ústavě pro Evropu.
- 2009 – Zřítilo se letadlo Airbus A330-200(let Air France 447), které spadlo do Atlantského oceánu.
- 2011 – Raketoplán Endeavour se vrátil ze své poslední mise.
- 2015 – Na řece Jang-c’-ťiang se v důsledku zásahu tornádem či downburstem potopila výletní loď Tung-fang č’-sing (Hvězda východu). Zahynulo 442 lidí, přežilo jen dvanáct.
- 2016 – Ve Švýcarsku byl otevřen 57 km dlouhý Gotthardský úpatní tunel, nejdelší železniční tunel na světě (provozní zahájení dne 11.12.2016).

## Narození
Viz též Kategorie:Narození 1. června — automatický abecedně řazený seznam.

### Česko

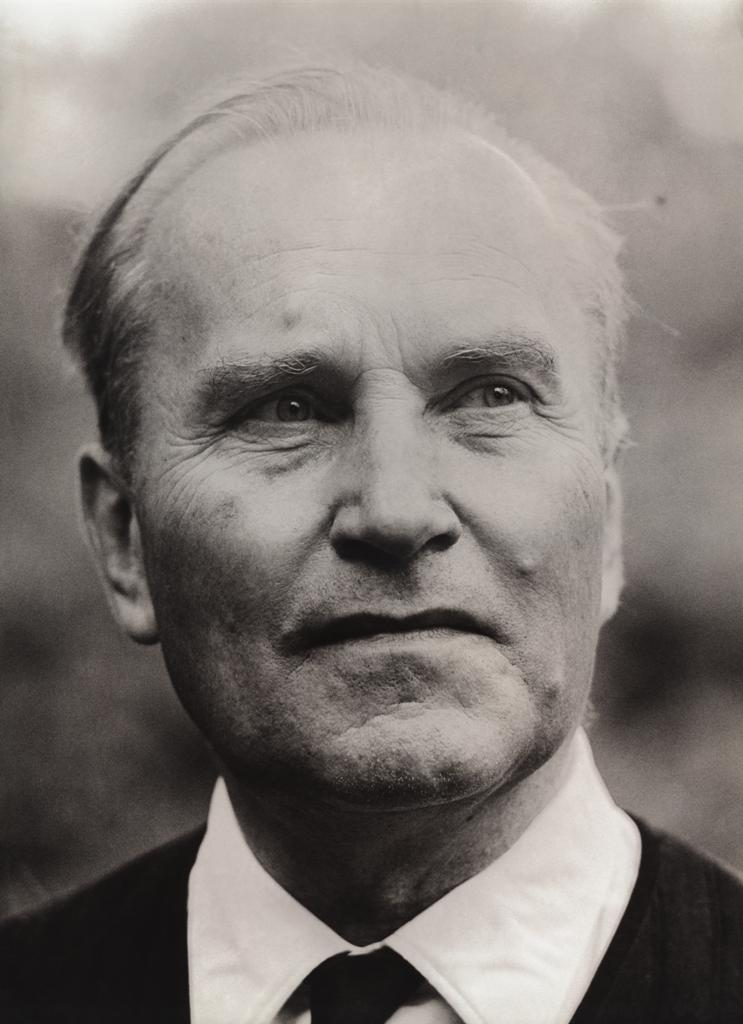
Jan Patočka (* 1907)

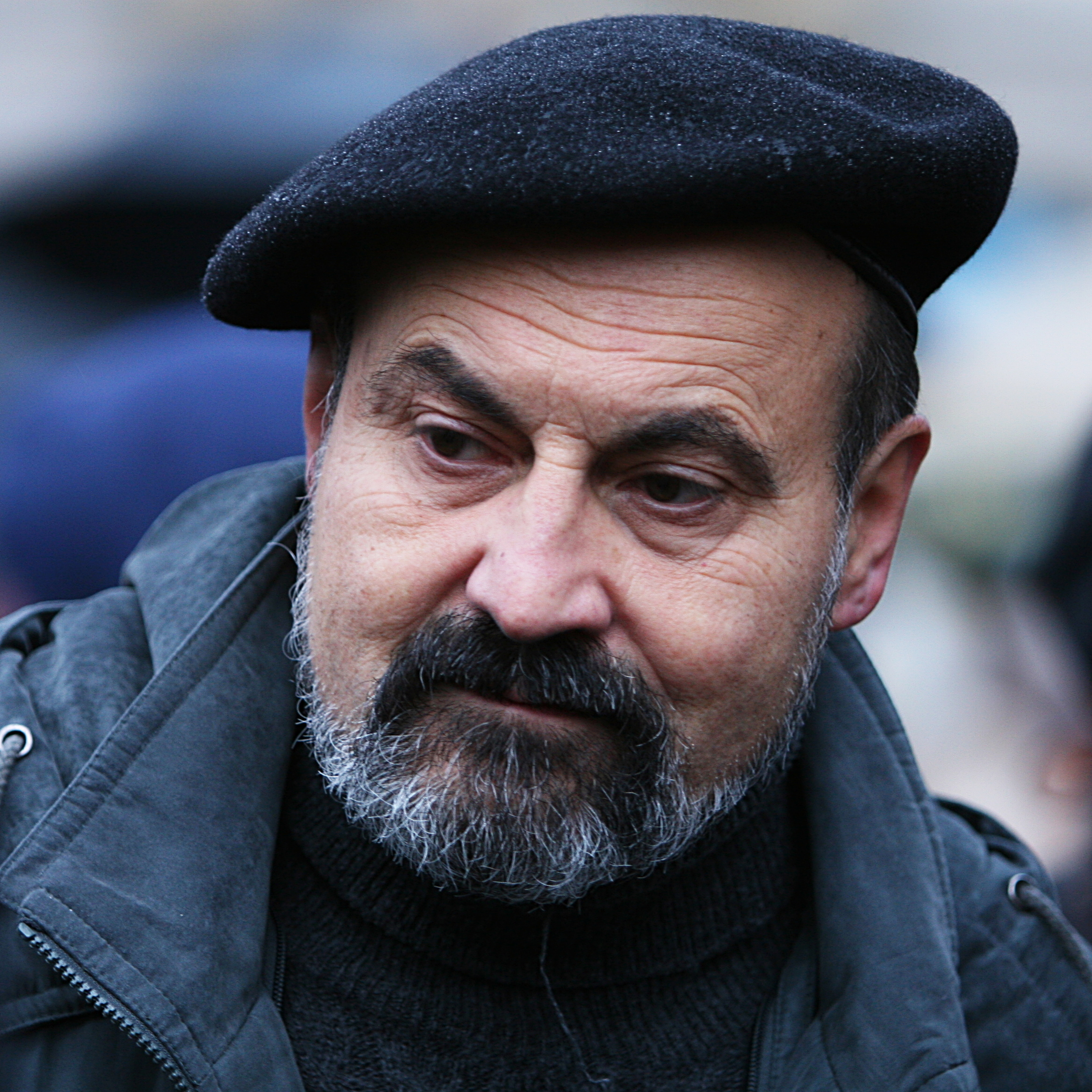
Tomáš Halík (* 1948)

- 1716 – Heřman Hannibal Blümegen, katolický biskup († 17. října 1774)
- 1829 – Moritz Raudnitz, rakouský a český advokát a politik německé národnosti († 9. června 1881)
- 1831 – Heřman Přerhof, recitátor a organizátor kulturního života († 27. března 1867)
- 1849 – August Seydler, astronom a teoretický fyzik († 22. června 1891)
- 1861 – Jan Evangelista Mitvalský, oční lékař († 7. prosince 1899)
- 1862 – Josef Teige, právník a historik († 6. března 1921)
- 1869 – Franz Stein, rakouský a český novinář, dělnický nacionální aktivista a politik († 17. července 1943)
- 1871 – František Žilka, evangelický teolog a historik († 9. února 1944)
- 1877 – Vladimír List, elektrotechnický inženýr a vysokoškolský pedagog († 27. května 1971)
- 1893 – Otto Eisler, avantgardní architekt († 27. července 1968)
- 1899
  - Jarmila Fastrová, překladatelka anglické a francouzské beletrie († 28. listopadu 1968)
  - Jan Strakoš, literární kritik, historik, teoretik a překladatel († 13. dubna 1966)
- 1903 – Alois Hořínek, lidovecký politik († 20. srpna 1980)
- 1904 – Jaroslav Černý, malíř († 26. března 1984)
- 1907 – Jan Patočka, filozof († 13. března 1977)
- 1908 – Chrysostoma Aloisie Tyralíková, řeholnice († 29. října 1989)
- 1910
  - Zdeněk Adla, spisovatel a grafik († 29. srpna 1990)
  - Jan Kodet, sochař († 11. listopadu 1974)
- 1912 – Vlasta Štursová-Suková, architektka a návrhářka († 15. listopadu 1982)
- 1915 – Jan Machač, římskokatolický kněz, bývalý farář u Svatého Matěje v Praze († 9. května 2009)
- 1917 – Přemysl Kočí, operní pěvec, režizér a politik († 15. ledna 2003)
- 1919 – Čeněk Dobiáš, malíř († 28. září 1980)
- 1921 – Josef Kus, československý hokejový reprezentant († 23. července 2005)
- 1923 – Teodor Rotrekl, výtvarník a ilustrátor († 1. září 2004)
- 1924 – Oldřich Šuleř, spisovatel († 26. ledna 2015)
- 1925 – Rajko Doleček, lékař († 20. prosince 2017)
- 1926 – Josef Šulc, herec († 25. ledna 1970)
- 1928 – Anna Fárová, česko-francouzská historička umění († 27. února 2010)
- 1929 – Pavel Háša, divadelní, filmový, televizní scenárista a režisér († 5. srpna 2009)
- 1932 – Miloš Kouřil, archivář a historik († 4. ledna 2013)
- 1939 – Miloš Titz, fyzikální chemik a politik
- 1944 – Petra Skoupilová, fotografka († 19. května 2023)
- 1945 – Karel Šíp, zpěvák, textař, scenárista a moderátor
- 1948 – Tomáš Halík, teolog, psycholog, sociolog a římskokatolický kněz
- 1953 – František Krempaský, profesionální voják, plk. generálního štábu
- 1958 – Milan Princ, básník a textař
- 1960 – Jan Mládek, politik, bývalý ministr průmyslu a obchodu
- 1968 – Daniel Hůlka, herec a zpěvák
- 1977 – Richard Krajčo, herec a zpěvák
- 1987 – Veronika Khek Kubařová, herečka
- 1994 – David Schweiner, plážový volejbalista

### Svět

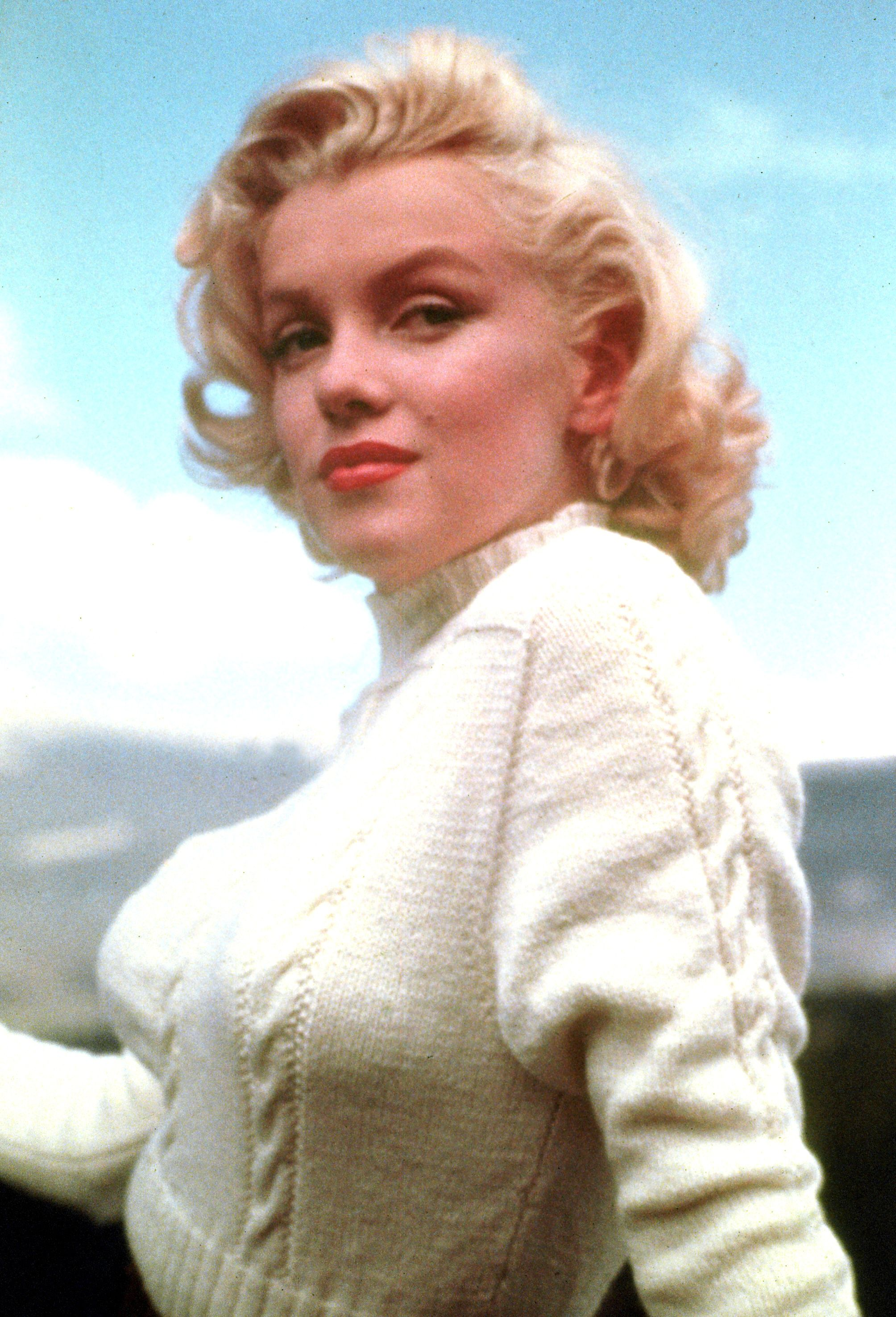
Marilyn Monroe (* 1926)

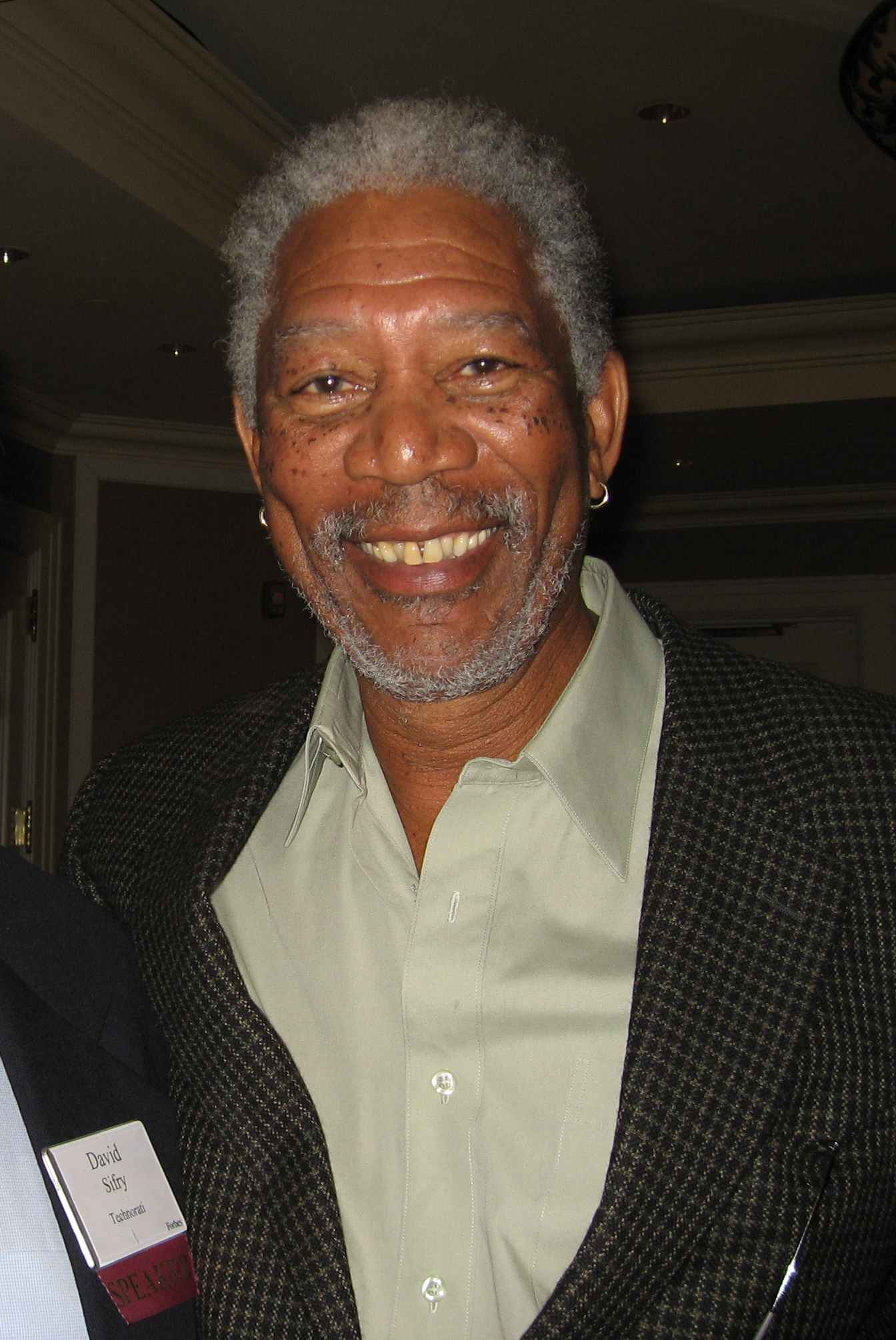
Morgan Freeman (* 1937)

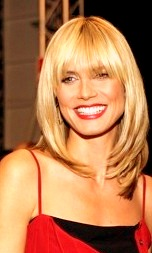
Heidi Klumová (* 1973)

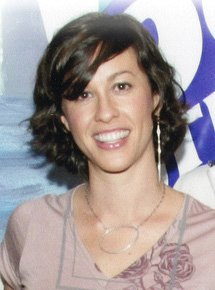
Alanis Morissette (* 1974)

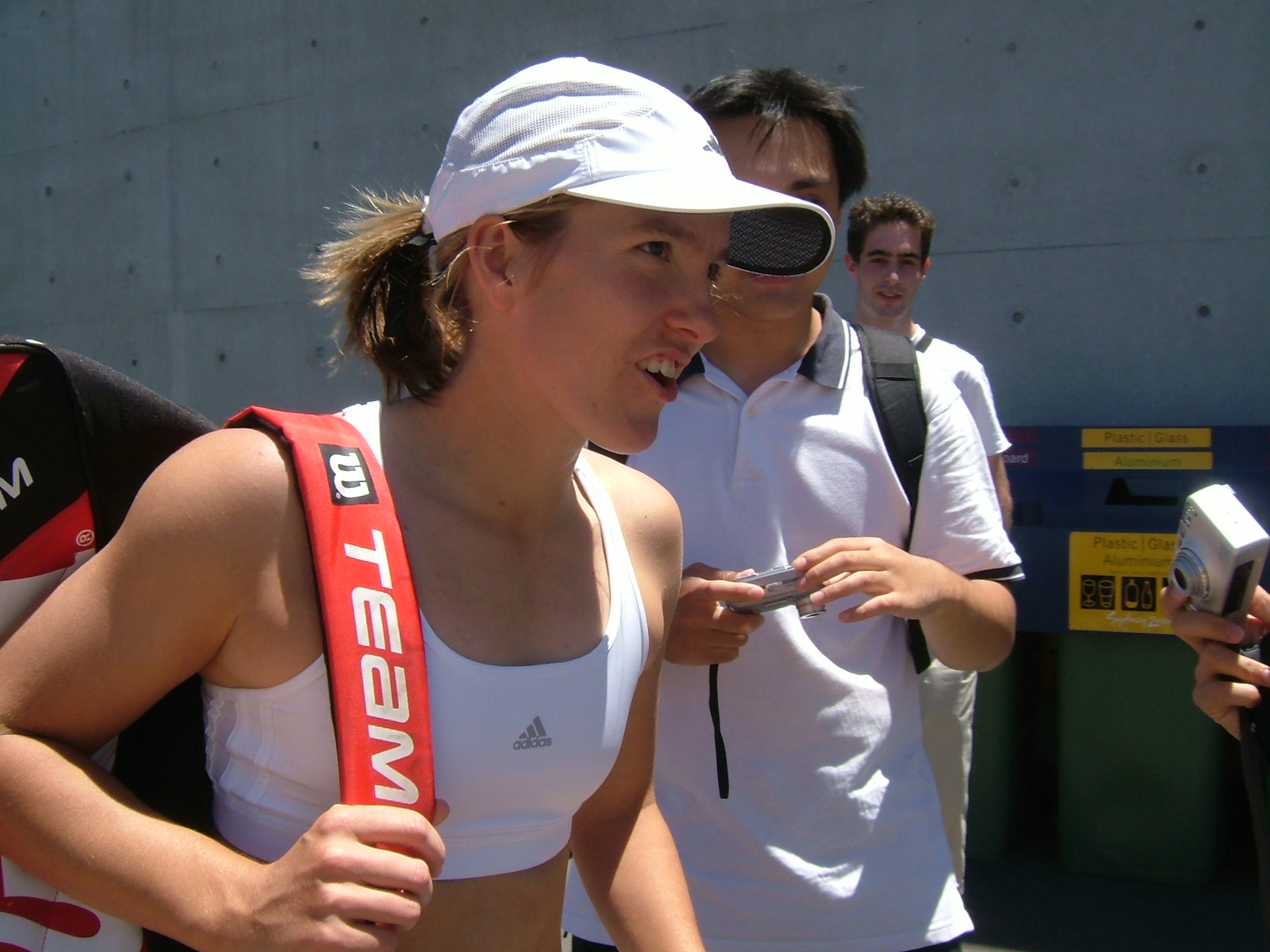
Justine Heninová (* 1982)

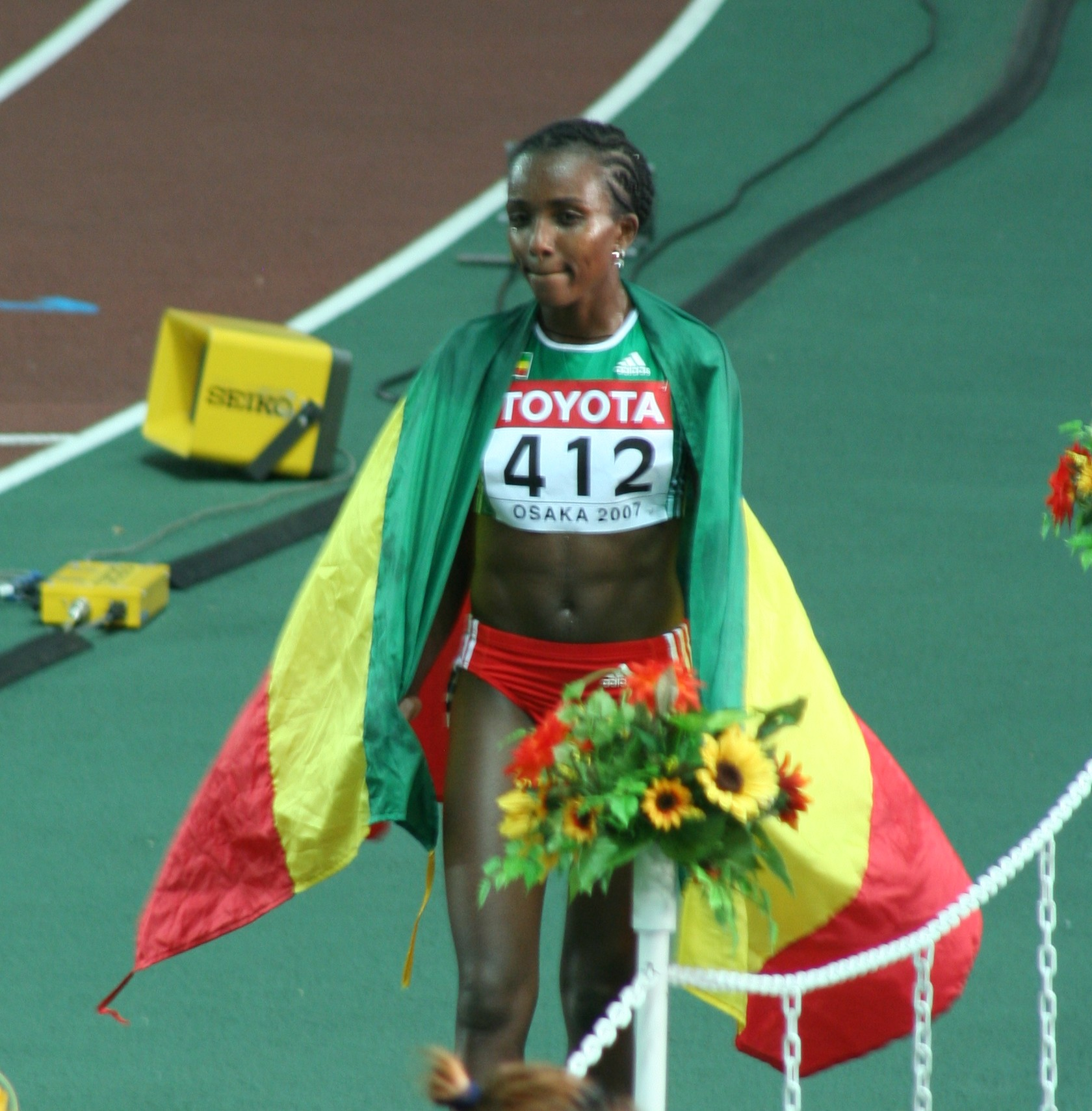
Tiruneš Dibabaová (* 1985)

- 1076 – Mstislav I. Vladimirovič, kyjevský kníže z rodu Rurikovců († 14. dubna 1132)
- 1134 – Geoffroy VI. z Anjou, hrabě z Nantes († 27. července 1158)
- 1180 – Berenguela Kastilská, leónská a kastilská královna († 8. listopadu 1246)
- 1563 – Robert Cecil, 1. hrabě ze Salisbury, anglický státník a šlechtic († 24. května 1612)
- 1599 – Alžběta Lukrécie Těšínská, těšínská kněžna († 19. května 1653)
- 1633 – Geminiano Montanari, italský astronom († 13. října 1687)
- 1653 – Georg Muffat, francouzský hudební skladatel († 23. února 1704)
- 1740 – Franz Josef Müller von Reichenstein, přírodovědec, objevitel telluru († 12. října 1825)
- 1746 – Louis Jarente de Sénac d'Orgeval, francouzský biskup († 30. října 1810)
- 1754 – Ferdinand Karel Habsbursko-Lotrinský, syn Marie Terézie († 1806)
- 1765 – Christiane Vulpius, manželka Johanna Wolfganga von Goethe († 6. června 1816)
- 1766 – Józef Elsner, německý hudební skladatel, pedagog a teoretik († 8. dubna 1854)
- 1780 – Carl von Clausewitz, pruský generál († 16. listopadu 1831)
- 1790 – Ferdinand Raimund, rakouský dramatik a herec († 5. září 1836)
- 1796 – Nicolas Léonard Sadi Carnot, francouzský fyzik, zakladatel termodynamiky († 24. srpna 1832)
- 1801 – Brigham Young, americký mormonský prorok († 29. srpna 1877)
- 1804 – Michail Ivanovič Glinka, ruský skladatel († 15. února 1857)
- 1807 – Emily Donelsonová, neteř 7. prezidenta USA Andrewa Jacksona, první dáma USA († 19. prosince 1836)
- 1815 – Ota I. Řecký, řecký král († 26. července 1867)
- 1819 – František V. Modenský, modenský vévoda, arcivévoda rakouský († 20. listopadu 1875)
- 1822
  - Clementina Hawardenová, britská portrétní fotografka († 19. ledna 1865))
  - Ján Francisci-Rimavský, slovenský spisovatel a politik († 7. března 1905)
- 1827 – John Owen, anglický duchovní a šachista († 24. listopadu 1901)
- 1845 – Luis Alfonso y Casanovas, španělský spisovatel a novinář († 18. ledna 1892)
- 1856 – Ernst Lecher, rakouský fyzik († 19. července 1926)
- 1859 – Luisa z Thurnu a Taxisu, hohenzollernská princezna († 20. června 1948)
- 1863 – Hugo Münsterberg, americký filozof a psycholog († 16. prosince 1916)
- 1874 – Pierre Souvestre, francouzský spisovatel a novinář († 26. února 1914)
- 1879
  - Max Emmerich, americký olympijský vítěz v trojboji († 29. června 1956)
  - Freeman Wills Crofts, irský spisovatel detektivek († 11. dubna 1957)
- 1883 – Alfred Amonn, rakouský ekonom († 2. listopadu 1962)
- 1886 – Fedor Fridrich Ruppeldt, slovenský politik a evanjelický biskup († 1979)
- 1889 – Charles Kay Ogden, anglický spisovatel a lingvista († 20. března 1957)
- 1892 – Amanulláh Chán, afghánský král († 25. dubna 1960)
- 1895 – Tadeusz Bór-Komorowski, polský důstojník, vůdce Varšavského povstání v roce 1943 († 24. srpna 1966)
- 1897
  - Pavel Ivanovič Batov, sovětský generál († 19. dubna 1985)
  - Jang Čung-ťien, čínský paleontolog († 15. ledna 1979)
- 1901 – Conrad Beck, švýcarský skladatel a hudební režisér († 31. října 1989)
- 1907 – Frank Whittle, anglický vynálezce proudového motoru († 9. srpna 1996)
- 1910 – Gyula Kállai, maďarský premiér († 12. března 1996)
- 1912 – Herbert Tichy, rakouský spisovatel, geolog, novinář a horolezec († 26. září 1987)
- 1916
  - Murilo Rubião, brazilský spisovatel († 16. září 1991)
  - Mihrişah Sultan, osmanská princezna († 25. ledna 1987)
- 1917 – William Standish Knowles, americký chemik, nositel Nobelovy ceny († 13. června 2012)
- 1926
  - Dominik Hrušovský, slovenský biskup († 27. července 2016)
  - Marilyn Monroe, americká herečka († 5. srpna 1962)
  - Andy Griffith, americký herec, režisér, zpěvák a filmový producent († 3. července 2012)
- 1928 – Georgij Dobrovolskij, ruský kosmonaut († 29. června 1971)
- 1932 – Christopher Lasch, americký historik a sociolog († 14. února 1994)
- 1933
  - Rut Arnonová, izraelská biochemička a imunoložka
  - Gilli Smyth, britská zpěvačka a básnířka († 22. srpna 2016)
- 1935 – Norman Foster, britský architekt
- 1936 – Gerald Scarfe, anglický karikaturista a ilustrátor
- 1937
  - Jisra'el Me'ir Lau, rabín, předseda památníku holocaustu Jad vašem v Jeruzalémě
  - Colleen McCulloughová, australská spisovatelka († 29. ledna 2015)
  - Morgan Freeman, americký herec
  - Lusine Zakarjan, arménská sopranistka († 30. prosince 1992)
- 1938 – Carlo Caffarra, italský kardinál († 6. září 2017)
- 1939 – Jackie Stewart, britský automobilový závodník
- 1940
  - René Auberjonois, americký herec a režisér († 8. prosince 2019)
  - Kip Thorne, americký teoretický fyzik
- 1941 – Tojoo Itó, japonský architekt
- 1945 – Jim McCarty, americký kytarista
- 1947
  - Ron Wood, britský rockový kytarista a malíř, člen skupin Faces a Rolling Stones
  - Jonathan Pryce, velšský herec
- 1948 – Marianna Krajčírová, slovenská sportovní gymnastka, olympionička
- 1950
  - Gennadij Manakov, sovětský vojenský letec a kosmonaut († 26. září 2019)
  - Matúš Dulla, slovenský architekt
- 1952 – Márius Žitňanský, slovenský architekt
- 1956
  - Mircea Cărtărescu, rumunský spisovatel
  - Janko Kroner, slovenský filmový, televizní a divadelní herec
  - Peter Tomka, slovenský právník, soudce Mezinárodního soudního dvora
- 1958
  - Nambaryn Enchbajar, mongolský prezident
  - Michael Landau, americký kytarista a zpěvák
- 1960 – Vladimir Krutov, ruský hokejista († 6. června 2012)
- 1961 – Peter Machajdík, slovenský hudební skladatel a vysokoškolský pedagog
- 1965
  - Larisa Lazutinová, ruská běžkyně na lyžích
  - Roman Luknár, slovenský herec
- 1968 – Jason Donovan, australský zpěvák a herec
- 1973 – Heidi Klumová, německá modelka
- 1974 – Alanis Morissette, kanadská zpěvačka
- 1976 – Marlon Devonish, britský atlet
- 1978
  - Antonietta Di Martinová, italská atletka
  - Kees Lensing, namibijský ragbista
- 1979 – Markus „Notch“ Persson, vydavatel hry Minecraft
- 1982 – Justine Heninová, belgická tenistka
- 1983 – Moustapha Salifou, tožský fotbalista
- 1984 – David Neville, americký atlet
- 1985
  - Tiruneš Dibabaová, etiopská atletka
  - Nick Young, americký basketbalista
- 1988
  - Javier Hernández Balcázar, mexický fotbalista
  - Domagoj Duvnjak, chorvatský házenkář
- 1996 – Tom Holland, anglický herec

## Úmrtí
Viz též Kategorie:Úmrtí 1. června — automatický abecedně řazený seznam.

### Česko

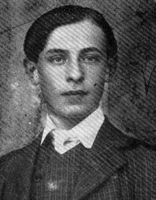
Vladislav Vančura († 1942)

- 1794 – Jan Leopold Hay, královéhradecký biskup (* 22. dubna 1735)
- 1804 – František de Paula Hrzán z Harasova, rakouský kardinál českého původu (* 5. dubna 1735)
- 1854 – Martin Kopecký, plzeňský purkmistr (* 5. března 1777)
- 1875 – Josef Tadeáš Lumbe, profesor přírodních věd (* 26. února 1801)
- 1876 – Josef Ginzel, kanovník katedrální kapituly v Litoměřicích (* 1. května 1804)
- 1916 – Vítězslav Houdek, právník a spisovatel (* 27. července 1856)
- 1918 – Jaroslav Novotný, hudební skladatel (* 28, března 1886)
- 1942
  - Viktor Felber, profesor technické mechaniky a termomechaniky, rektor ČVUT (* 11. října 1880)
  - Vladislav Vančura, spisovatel (* 23. června 1891)
- 1947 – Otakar Auředníček, právník, básník a překladatel (* 27. září 1868)
- 1977 – Rudolf Vytlačil, fotbalista a reprezentační trenér (* 9. února 1912)
- 1980 – Jiří Srb, výtvarník (* 1. listopadu 1919)
- 1981 – Jan Zdeněk Bartoš, hudební skladatel (* 4. června 1908)
- 1986 – Anděla Kozáková-Jírová, první žena v Československu, která získala doktorát práv (* 14. května 1897)
- 1993 – Vladimír Krajina, politik, činitel nekomunistického odboje za druhé světové války (* 30. ledna 1905)
- 1999
  - Jan Ivan Wünsch, rockový baskytarista (* 7. července 1947)
  - Arnošt Paderlík, malíř a sochař (* 1. prosince 1919)
- 2007 – Jan Beneš, spisovatel, překladatel, publicista a scenárista (* 26. března 1936)
- 2010
  - Jiří Zavřel, herec (* 5. října 1949)
  - Vladimír Bystrov, publicista a překladatel (* 7. srpna 1935)
- 2011 – Max Wittmann, jazzový hudební publicista, skladatel a dirigent (* 3. prosince 1941)

### Svět

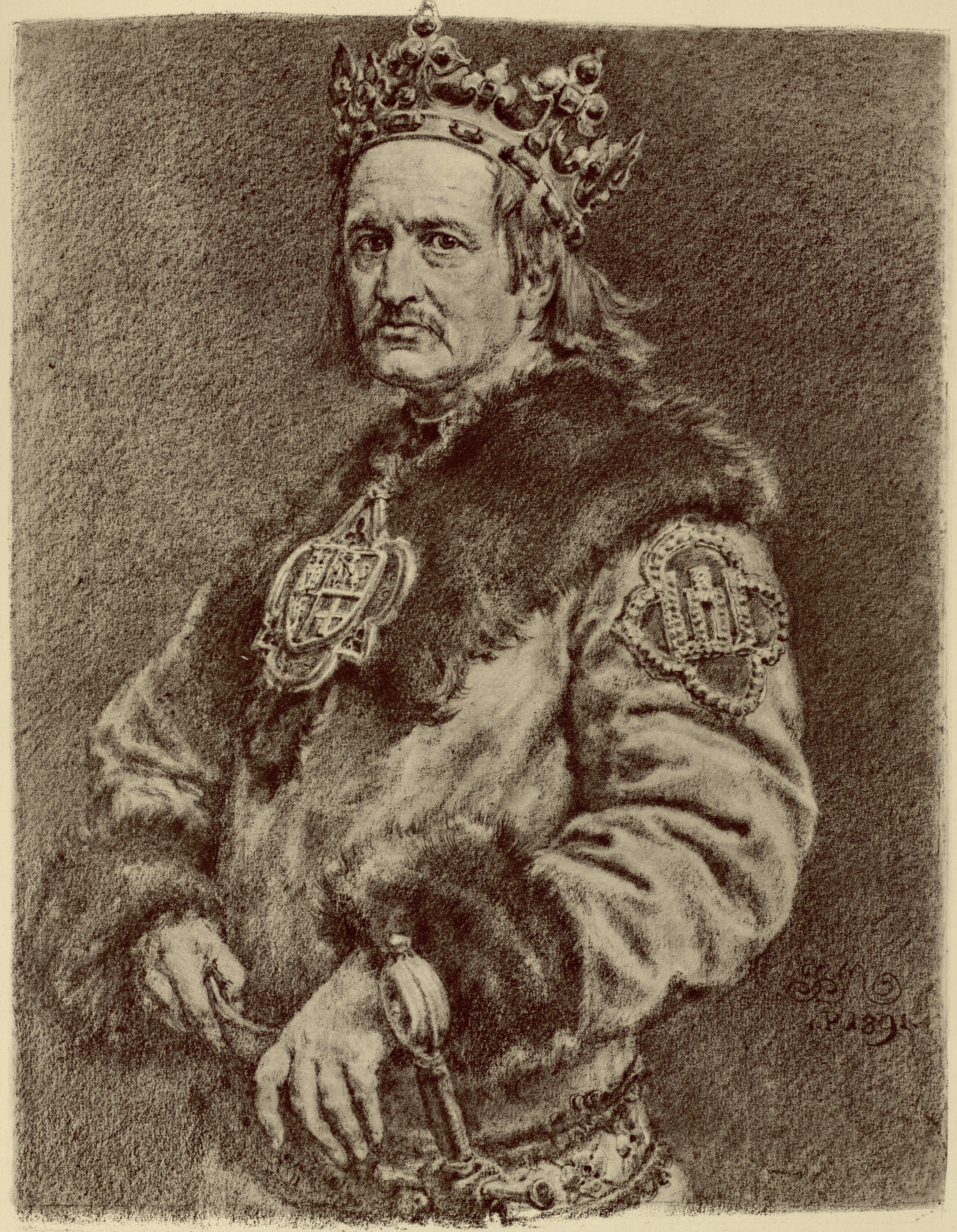
Vladislav II. Jagello († 1434)

- 195 př. n. l. – Kao-cu, zakladatel a první císař čínské dynastie Chan (* ? 256 př. n. l.)
- 1146 – Ermengarda z Anjou
- 1307 – Fra Dolcino, italský náboženský vůdce (* cca 1250)
- 1434 – Vladislav II. Jagello, polský král, zakladatel jagellonské dynastie (* kolem 1351)
- 1535 – Johannes Sylvius Egranus, německý teolog, humanista a reformátor (* 1480)
- 1616 – Iejasu Tokugawa, japonský velmož, zakladatel významného šógunátu (* 31. ledna 1543)
- 1625 – Honoré d’Urfé, francouzský spisovatel (* 11. února 1567)
- 1639 – Melchior Franck, německý hudební skladatel (* 1580)
- 1653 – Georg Muffat, hudební skladatel skotského původu († 23. února 1704)
- 1660 – Mary Dyerová, anglická puritánka, později kvakerka (* 1611)
- 1810 – Jan Pavel Veselý, český houslista a hudební skladatel (* 24. června 1762)
- 1815 – Louis Berthier, francouzský bonapartistický vojevůdce (* 20. listopadu 1753)
- 1823 – Louis-Nicolas Davout, francouzský generál, maršál Francie (* 10. května 1770)
- 1835 – Karl Heinrich Dzondi, německý lékař (* 25. září 1770)
- 1846 – Řehoř XVI., papež římskokatolické církve (* 18. září 1765)
- 1863 – Maxmilián Josef Rakouský-Este, rakouský specialista na dělostřelectvo a opevnění (* 14. července 1782)
- 1864 – Chung Siou-čchüan, vůdce povstání proti dynastii Čching (* 1. ledna 1814)
- 1868 – James Buchanan, americký prezident (* 23. dubna 1791)
- 1876
  - Karolina Mariana Meklenbursko-Střelická, dánská korunní princezna (* 10. ledna 1821)
  - Christo Botev, bulharský básník, novinář a revolucionář (* 6. ledna 1848)
- 1879 – Karl Giskra, ministr vnitra Předlitavska (* 29. ledna 1820)
- 1904 – Adolf Peter Záturecký, slovenský pedagog, sběratel slovenské lidové slovesnosti (* 25. listopadu 1837)
- 1905 – Émile Delahaye, francouzský průkopník automobilismu (* 16. října 1843)
- 1912 – Daniel Burnham, americký architekt (* 4. září 1846)
- 1938 – Ödön von Horváth, rakouský dramatik a spisovatel (* 9. prosince 1901)
- 1940 – Alfred Loisy, francouzský filozof a teolog (* 28. února 1857)
- 1945 – Eduard Bloch, židovský lékař, původem z Čech, ošetřující matku Adolfa Hitlera (* 30. ledna 1872)
- 1946
  - Ion Antonescu, rumunský generál a politik (* 15. června 1882)
  - Leo Slezak, operní tenorista (* 18. srpna 1873)
- 1948
  - Sonny Boy Williamson I, americký bluesový zpěvák (* 30. března 1914)
  - José Vianna da Motta, portugalský klavírista a skladatel (* 22. dubna 1868)
- 1951 – John Theodore Buchholz, americký botanik (* 14. června 1888)
- 1952 – John Dewey, americký filosof, pedagog, psycholog a reformátor vzdělávání, jeden z představitelů amerického pragmatismu (* 20. října 1859)
- 1954 – Martin Andersen Nexø, dánský spisovatel (* 26. června 1869)
- 1960 – Paula Hitlerová, mladší sestra Adolfa Hitlera (* 21. ledna 1896)
- 1962 – Adolf Eichmann, německý nacistický důstojník pověřený tzv. konečným řešením židovské otázky (* 19. března 1906)
- 1963 – Yves Le Prieur, korvetní kapitán francouzského námořnictva a vynálezce (* 23. března 1885)
- 1968 – Helen Kellerová, hluchoslepá americká spisovatelka (* 27. června 1880)
- 1969 – Ivar Ballangrud, norský rychlobruslař (* 7. března 1904)
- 1970 – Giuseppe Ungaretti, italský básník a spisovatel (* 8. února 1888)
- 1971 – Reinhold Niebuhr, americký protestantský teolog a politický filozof (* 21. června 1892)
- 1973
  - Maurice Dekobra, francouzský spisovatel (* 26. května 1885)
  - Joseph André, belgický kněz, Spravedlivý mezi národy (* 14. března 1908)
- 1974 – Henri Redon, francouzský chirurg (* 24. června 1899)
- 1975 – Ernst Schneider, vynálezce Voith-Schneiderova lodního šroubu (* 18. června 1894)
- 1979 – Ján Kadár, slovenský filmový režisér (* 1. dubna 1918)
- 1980 – Knud Andersen, dánský námořník a spisovatel (* 11. září 1890)
- 1983 – Anna Seghersová, německá spisovatelka (* 19. listopadu 1900)
- 1985 – Edgar Schmued, americký letecký konstruktér německého původu (* 30. prosince 1899)
- 1988 – Herbert Feigl, rakouský filosof (* 14. prosince 1902)
- 1997 – Nikolaj Alexandrovič Tichonov, sovětský politik (* 14. května 1905)
- 1998
  - Ilona Hollós, maďarská zpěvačka (* 2. března 1920)
  - Peter Baláž, slovenský fyzik (* 3. září 1917)
- 2001 – Biréndra, nepálský král (* 28. prosince 1945)
- 2006 – Rocío Jurado, španělská zpěvačka a herečka (* 18. září 1946)
- 2008 – Yves Saint-Laurent, francouzský módní návrhář (* 1. srpna 1936)
- 2010 – Andrej Andrejevič Vozněsenskij, ruský básník (* 12. května 1933)
- 2011 – Munir Ahmed Dar, pákistánský pozemní hokejista (* 28. března 1935)
- 2012 – Faruq Z. Bey, americký jazzový saxofonista, hudební skladatel a básník (* 4. února 1942)
- 2015 – Jean Ritchie, americká písničkářka (* 8. prosince 1922)
- 2019
  - José Antonio Reyes, španělský fotbalista (* 1. srpna 1983)
  - Michel Serres, francouzský filozof a historik vědy (* 1. září 1930)
- 2020
  - Roberto Peccei, italský fyzik (* 6. ledna 1942)
  - Myroslav Skoryk, ukrajinský hudební skladatel, pedagog a hudební vědec (* 13. července 1938)
- 2021 – Amadeus III. Savojský, italský šlechtic a podnikatel (* 27. září 1943)

## Svátky

### Česko
- Laura, Laurencie
- Loreta, Lorna
- Fortunát
- Hortenzie
- Nikodém
- Pamela

### Svět
- Mezinárodní den dětí (od roku 1950)
- OSN: Globální den rodičů
- Samoa: Den nezávislosti (1962)
- Slovensko: Žaneta
- Malajsie: Gawai Dayak
- Keňa: Den Madaraka
- Thajsko: Visakha Puja
- Tunisko: Den ústavy
- Bahamy: Svátek práce
- USA: Národní den pacientů s rakovinou

Katolická církev
- sv. Ammon a společníci – mučedníci v Alexandrii
- sv. Annibale Maria Di Francia – kněz a zakladatel kongregace
- sv. Caprasius z Lérins – opat
- sv. Chariton a společníci – mučedníci v Římě
- sv. Dominik Ninh – mučedník ve Vietnamu
- sv. Eneco – opat
- sv. Florus z Lodève – biskup
- sv. Fortunatus ze Spoleta – kněz
- sv. Giovanni Battista Scalabrini – biskup a zakladatel kongregace
- sv. Josef Tuc – mučedník ve Vietnamu
- sv. Justin Mučedník – mučedník
- sv. Ischyrion a 5 společníků – mučedníci v Asijútu
- sv. Proculus – mučedník v Bologni
- sv. Ronan z Quimperu – biskup
- sv. Simeon ze Syrakus – poustevník
- sv. Teobaldo Roggeri – laik
- sv. Wistanus – král Mercie a mučedník
- bl. Alfonso Navarrete – kněz a mučedník v Japonsku
- bl. Arnald Arench – mučedník mercedarián v Granadě
- bl. Ferdinand od svatého Josefa – kněz a mučedník v Japonsku
- bl. Jean-Baptiste Vernoy de Montjournal – kněz a mučedník ve Francii
- bl. Giovanni Pelingotto – františkánský terciář
- bl. John Storey – mučedník v Londýně
- bl. Hildegard Burjan – zakladatelka kongregace
- bl. Lev Tanaca – kněz a mučedník v Japonsku

## Pranostiky

### Česko
- O svatém Fortunátu kapka deště má cenu dukátu.
- Pěkné počasí o svatém Fortunátu slibuje úrodný rok.
- Pohoda na Nikodéma – čtyři týdny dešťů za nima.

| 1. červen v pražském KlementinuÚdaje jsou platné k 29. 4. 2025. | 1. červen v pražském KlementinuÚdaje jsou platné k 29. 4. 2025. | 1. červen v pražském KlementinuÚdaje jsou platné k 29. 4. 2025. |
| minimum                                                         | denní průměr                                                    | maximum                                                         |
| --------------------------------------------------------------- | --------------------------------------------------------------- | --------------------------------------------------------------- |
| 4,2 °C (1977)                                                   | 16,9 °C (od 1961)                                               | 31,9 °C (1927)                                                  |